# EDEN
Джо́натон Ын (англ. Jonathon Ng) (род. 23 декабря 1995, Дублин), более известный под псевдонимом EDEN (ранее The Eden Project, с англ. Проект Идэн) — ирландский певец, писатель, мультиинструменталист, продюсер и модель. До 2015 года был известен под псевдонимом The Eden Project, в его музыке сочетались множество разных музыкальных стилей, жанров и инструментов. Позже стал заниматься инди-поп музыкой.
Джонатон выпустил 6 EP и более 70 песен и ремиксов как The Eden Project. Будучи EDEN, открыл собственный лейбл MCMXCV, на котором он и дебютировал, выпустив свой альбом «End Credits (EP)». Его второй альбом, «i think you think too much of me», который был выпущен в августе 2016, дебютировал на 43 месте ирландского чарта альбомов. Первый студийный альбом EDEN под названием «vertigo» был выпущен 19 января 2018 года, и в честь альбома был запущен мировой тур. 14 февраля 2020 года был выпущен второй студийный альбом исполнителя который носит название «no future», в честь которого также был запущен мировой тур, который перенесен из-за пандемии COVID-19. «No future» попал в топ-150 чартов альбомов среди всех жанров и в топ-10 чартов альбомов альтернативного жанра спустя день после релиза.

## Жизнь и карьера

### Ранняя жизнь
Джонатон родился 23 декабря 1995 года в Дублине, Ирландия. Он имеет ирландские корни по материнской линии, и китайские — с отцовской. С семи лет занимался классической скрипкой. Позже научился играть на клавишных, гитаре и барабанах. Он успешно сдал экзамены и поступил в дублинский колледж Blackrock College.

### 2013—2015: The Eden Project
Джонатон начал выпускать много песен под псевдонимом The Eden Project в 2013 году, зарабатывая популярность с помощью интернет-пиара. В 2014 он выпускает альбом «Kairos», в который входили песни «Statues» и «Chasing Ghosts», которые включали в себе уже более отличные от предыдущих песен стили музыки. В октябре 2014 года Инг выпускает альбом «Entrance EP», трек с которого под названием «Circles» контрастировал с его песнями в электронном стиле. Самые популярные треки Инга отличались от его обычного звучания. 10 декабря 2014 года исполнитель поучаствовал в создании трека «Scribble» от нью-йоркского продюсера под псевдонимом Puppet. Данная песня была выпущена на лейбле Monstercat.
В 2015 Джонатон продвигается в развитии своего инди-стиля, выпуская альбом «Bipolar Paradise EP», трек из которого «Fumes» набрал более 16 миллионов просмотров на YouTube на момент сентября 2020 года. Позже исполнитель объявляет, что перестает делать музыку как The Eden Project, его последним альбомом под данным псевдонимом стал «Final Call». Этот альбом включал в себя каверы на песни «Blank Space» от Тейлор Свифт и «Crazy In Love» от Бейонсе. «Times Like These» стала последней песней, выпущенной под псевдонимом The Eden Project.

### 2015—2016; смена псевдонима на EDEN; End Credits (EP); ITYTTMOM и Futurebound tour
Во время релиза «Final Call» Джонатон сменил псевдоним на EDEN. Весной 2015 года Инг сообщил, что работает над новой музыкой. Его альбом «End Credits (EP)» был выпущен для бесплатного скачивания 8 августа 2015 года на британском лейбле Seeking Blue Records Архивная копия от 23 сентября 2020 на Wayback Machine и на собственном лейбле исполнителя MCMXCV. Альбом включал смесь инди и электронных стилей с сильным упором на вокал. Два сингла, «Nocturne» и «Gravity», были выпущены в июне и июле соответственно. Альбом набрал более 20 миллионов прослушиваний на стриминговой площадке SoundCloud.
22 марта Джонатон анонсирует тур в поддержку альбома «End Credits EP», с концертами в Дублине, Лондоне, Торонто, Нью-Йорке, Лос-Анджелесе и Сан-Франциско. Все билеты были проданы за неделю. Тур был завершён 8 апреля 2015. Спустя небольшое время после завершения End Credits EP тура, Инг анонсирует свой новый альбом, «I Think You Think Too Much of Me» (кратко: ityttmom), который выйдет 19 августа 2016. 10 июня того же года была выпущена песня «sex». Billboard представил следующую песню «drugs» за день до её официального выхода, 15 июля 2016. Альбом включал в себя ремастер-версии песен «Fumes», «XO» и «Circles», выпущенные Джонатоном ещё под псевдонимом The Eden Project. Американский исполнитель gnash поучаствовал в создании песни «Fumes». Этот альбом стал первым релизом исполнителя, который попал в чарты.
7 сентября 2016 года музыкант выпустил клип на песню «drugs» в стиле 360°. Это видео набрало полтора миллиона просмотров на Facebook за одну неделю.
Джонатон рекламировал альбом «ityttmom» с помощью тура Futurebound Tour, который начался 7 сентября 2016 с концертами в Колумбии и Канаде. Он включал 33 концерта в Северной Америке и Европе и завершился 26 ноября 2016 с финальным шоу в Париже, Франция.

### 2017 — настоящее время: «vertigo» иVertigo World Tour
EDEN начал свой фестивальный тур летом 2017 года. 2 сентября музыкант выступил на фестивале «Electric Picnic». Во время этого выступления Инг сыграл свою новую песню «start//end», которая была ранее показана на его аккаунте SoundCloud в январе 2017.